# Moselle Open 2024
Moselle Open 2024 byl tenisový turnaj na mužském profesionálním okruhu ATP Tour, hraný v Arènes de Metz. Dvacátý první ročník Moselle Open probíhal mezi 3. a 9. listopadem 2024 ve francouzských Metách na krytých dvorcích s tvrdým povrchem.
Turnaj dotovaný 651 865 eury patřil do kategorie ATP Tour 250. Nejvýše nasazeným singlistou se stal devátý tenista světa Andrej Rubljov. Před čtvrtfinálem odstoupil pro zranění břišního svalstva a odcestoval na bezprostředně navazující Turnaj mistrů, kde získal osmé účastnické místo. Jako poslední přímý účastník do hlavní soutěže nastoupil indický 83. hráč žebříčku Sumit Nagal. V důsledku invaze Ruska na Ukrajinu na konci února 2022 řídící organizace tenisu ATP, WTA a ITF s grandslamy rozhodly, že ruští a běloruští tenisté mohli dále na okruzích startovat, ale do odvolání nikoli pod vlajkami Ruska a Běloruska.
První titul na okruhu ATP Tour vybojoval ve dvouhře 28letý francouzský kvalifikant Benjamin Bonzi. V předchozí části sezóny přitom prohrál všech šest utkání v hlavních soutěžích ATP. Čtyřhru ovládli Nizozemec Sander Arends s Britem Lukem Johnsonem a získali první společnou trofej.

## Rozdělení bodů a finančních odměn

### Rozdělení bodů
| Soutěž  | Soutěž | vítězové | finalisté | semifinalisté | čtvrtfinalisté | 16 v kole | 28 v kole | Q  | Q2 | Q1 |
| ------- | ------ | -------- | --------- | ------------- | -------------- | --------- | --------- | -- | -- | -- |
| dvouhra | [ 4 ]  | 250      | 165       | 100           | 50             | 25        | 0         | 13 | 7  | 0  |
| čtyřhra | [ 8 ]  | 250      | 150       | 90            | 45             | 0         | —         | —  | —  | —  |

Vysvětlivky
1. ↑  Nasazení s volným losem do druhého kola neobdrželi v případě prohry žádné body.'"`UNIQ--ref-0000001A-QINU`"'

### Finanční odměny
| Soutěž                                | Soutěž      | vítězové | finalisté | semifinalisté | čtvrtfinalisté | 16 v kole | 28 v kole | Q2      | Q1      |
| ------------------------------------- | ----------- | -------- | --------- | ------------- | -------------- | --------- | --------- | ------- | ------- |
| dvouhra                               | [ 4 ] [ 9 ] | 88 125 € | 51 400 €  | 30 220 €      | 17 510 €       | 10 165 €  | 6 215 €   | 3 105 € | 1 695 € |
| čtyřhra                               | [ 8 ]       | 30 610 € | 16 380 €  | 9 600 €       | 5 370 €        | 3 160 €   | —         | —       | —       |
| částky ve čtyřhře jsou uvedeny na pár |             |          |           |               |                |           |           |         |         |

## Mužská dvouhra

### Nasazení
| Stát                          | Hráč               | ATP | Nasazení |
| ----------------------------- | ------------------ | --- | -------- |
|                               | Andrej Rubljov     | 7.  | 1.       |
| Norsko                        | Casper Ruud        | 8.  | 2.       |
| Bulharsko                     | Grigor Dimitrov    | 9.  | 3.       |
| Dánsko                        | Holger Rune        | 13. | 4.       |
| Francie                       | Ugo Humbert        | 18. | 5.       |
| Španělsko                     | Pedro Martínez     | 41. | 6.       |
| Německo                       | Jan-Lennard Struff | 42. | 7.       |
| USA                           | Alex Michelsen     | 44. | 8.       |
| Žebříček ATP k 28. říjnu 2024 |                    |     |          |

### Jiné formy účasti
Následující hráči obdrželi divokou kartu do hlavní soutěže:
- Grigor Dimitrov
- Richard Gasquet
- Harold Mayot

Následující hráč nastoupil jako dodatečně přihlášený: 
- Andrej Rubljov[10]

Následující hráči postoupili z kvalifikace:
- Benjamin Bonzi
- Arthur Cazaux
- Jesper de Jong
- Quentin Halys

Následující hráči postoupili z kvalifikace jako šťastní poražení:
- Grégoire Barrère
- Manuel Guinard
- Titouan Droguet
- Pierre-Hugues Herbert
- Théo Papamalamis
- Luca Van Assche

### Odhlášení
před zahájením turnaj
- Félix Auger-Aliassime →  Facundo Díaz Acosta → nahradil jej  Grégoire Barrère
- Matteo Berrettini → nahradil jej  Corentin Moutet
- Arthur Cazaux → nahradil jej  Manuel Guinard
- Grigor Dimitrov → nahradil jej  Luca Van Assche
- Ugo Humbert → nahradil jej  Titouan Droguet
- Karen Chačanov → nahradil jej  Hugo Gaston
- Nicolás Jarry → nahradil jej  Pu Jün-čchao-kche-tche
- Sebastian Korda →  Arthur Rinderknech → nahradil jej  Théo Papamalamis
- Giovanni Mpetshi Perricard → nahradil jej  Sumit Nagal
- Holger Rune → nahradil jej  Pierre-Hugues Herbert

## Mužská čtyřhra

### Nasazení
| Stát                                                                     | Hráč              | Stát               | Hráč                   | ATP | Nasazení |
| ------------------------------------------------------------------------ | ----------------- | ------------------ | ---------------------- | --- | -------- |
| Mexiko                                                                   | Santiago González | Francie            | Édouard Roger-Vasselin | 46. | 1.       |
| Monako                                                                   | Hugo Nys          | Polsko             | Jan Zieliński          | 56. | 2.       |
| Belgie                                                                   | Sander Gillé      | Belgie             | Joran Vliegen          | 64. | 3.       |
| Spojené království                                                       | Julian Cash       | Spojené království | Lloyd Glasspool        | 73. | 4.       |
| Žebříček ATP k 28. říjnu 2024; číslo je součtem umístění obou členů páru |                   |                    |                        |     |          |

### Jiné formy účasti
Následující páry obdržely divokou kartu:
- Dustin Brown /  Evan King
- Arthur Cazaux /  Harold Mayot

### Odhlášení
před zahájením turnaj
- Juki Bhambri /  Albano Olivetti → nahradili je  Pierre-Hugues Herbert /  Albano Olivetti
- Rohan Bopanna /  Matthew Ebden → nahradili je  Manuel Guinard /  Grégoire Jacq
- Sander Gillé /  Joran Vliegen → nahradili je  Rithvik Čoudary Bollipalli /  Francisco Cabral
- Máximo González /  Andrés Molteni → nahradili je  Jakob Schnaitter /  Mark Wallner
- Kevin Krawietz /  Tim Pütz → nahradili je  Pedro Martínez /  Sergio Martos Gornés

## Přehled finále

### Mužská dvouhra
- Benjamin Bonzi vs.  Cameron Norrie, 7–6(8–6), 6–4

### Mužská čtyřhra
- Sander Arends /  Luke Johnson vs.  Pierre-Hugues Herbert /  Albano Olivetti, 6–4, 3–6, [10–3]